# فلسفه زیست‌شناسی

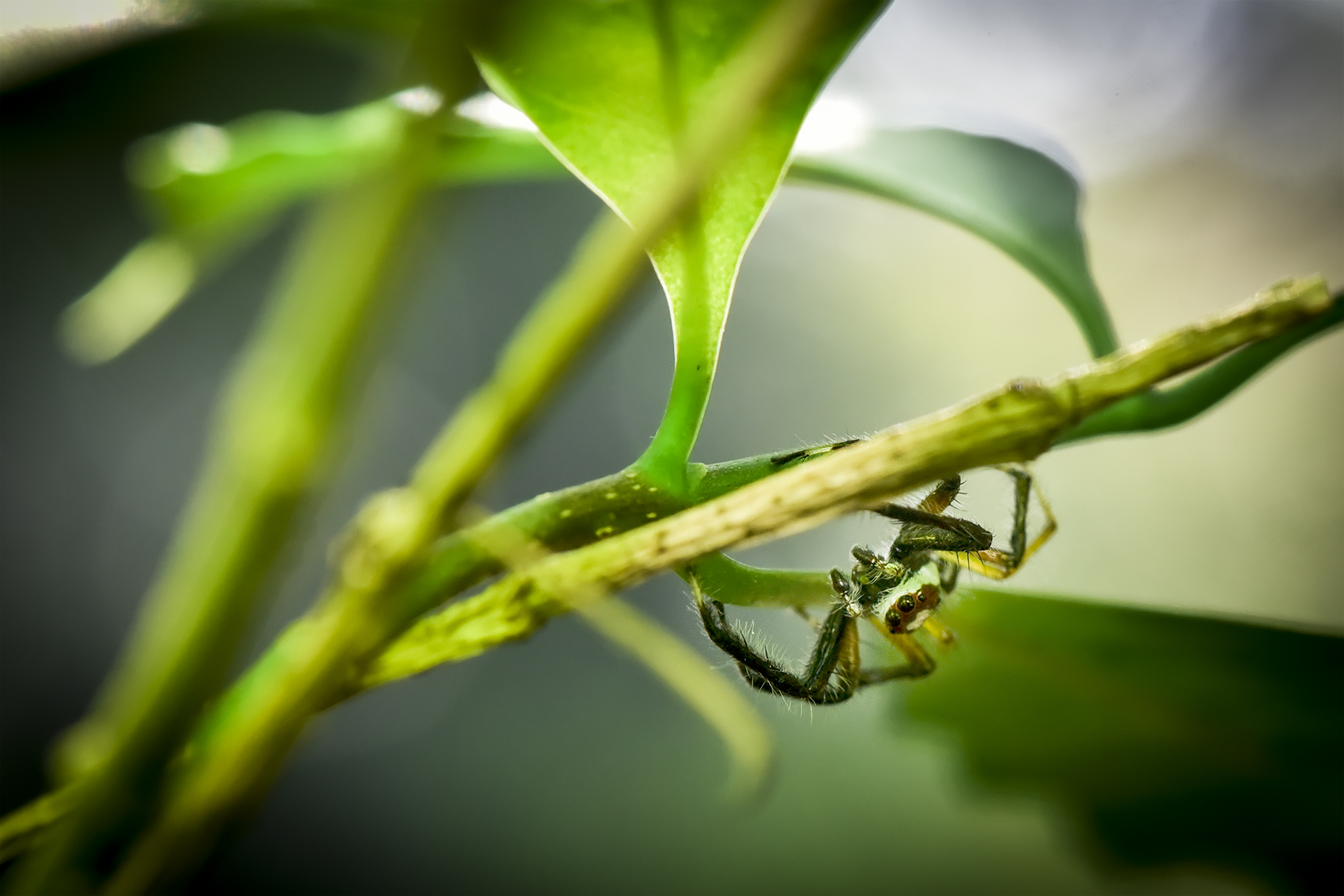
چرخه زندگی

فلسفهٔ زیست‌شناسی (به انگلیسی: Philosophy of biology) یکی از زیر شاخه‌های عمده در فلسفهٔ علوم است.

تاملات فلسفی در پدیده‌های زیست‌شناسی و معرفت آن تاریخی طولانی دارد. برخی از موضوعاتی که مورد علاقه فیلسوفان امروزی زیست‌شناسی است تاریخی دارد که دست کم به زمان ارسطو برمی گردد مانند غایت‌شناسی، ماهیت قوانین، رده‌بندی و ماهیت و منطق تبیین و علیت. اما دوران جدید با انتشار کتاب منشأ انواع داروین زیست‌شناسی از الهیات طبیعی خارج شد و هم پای علومی مانند فیزیک و شیمی قلمداد شد فلسفه زیست‌شناسی با مورتون بکنر آغاز می‌شود. بکنر با انتشار کتاب روش تفکر زیست‌شناسی و با استفاده از ابزارهای تحلیلی و روش‌های معرفت‌شناسی، متافیزیکی و منطقی، بسیاری از مباحث ذکر شده را مورد بررسی قرار داد.

## فرگشت و فلسفهٔ زیست‌شناسی
نظریهٔ داروین از اهمیت و مرکزیت در فلسفهٔ زیست‌شناسی برخوردار است؛ زیرا که این نظریه مباحثی مانند غایت انگاری حیات گرایی و دیگر نظریات در الاهیات را کنار می‌گذارد دوبژانسکی یکی از معروفترین ژنتیکدان‌های اکراینی می‌گوید:
«هیچ مفهومی در زیست‌شناسی جز در سایهٔ مبحث تکامل معنا نخواد داشت.»